# واکنش بوخنر–کورتیوس–اشلوتربک
واکنش بوخنر–کورتیوس–اشلوتربک (به انگلیسی: Buchner–Curtius–Schlotterbeck reaction) یک واکنش شیمیایی در شیمی آلی است که طی آن یک آلدهید  یا کتون با یک دی‌آزوآلکان آلیفاتیک واکنش داده و تولید یک متیل کتون، یک آلفا-اپوکسید و یک آلدهید می‌کند. این واکنش نخست در سال ۱۸۸۵ میلادی توسط دو شیمیدان به نام‌های ادوارد بوخنر و تئودور کورتیوس کشف گردید و سپس در سال ۱۹۰۷ میلادی توسط فریتز شلوتبرگ توسعه یافت.

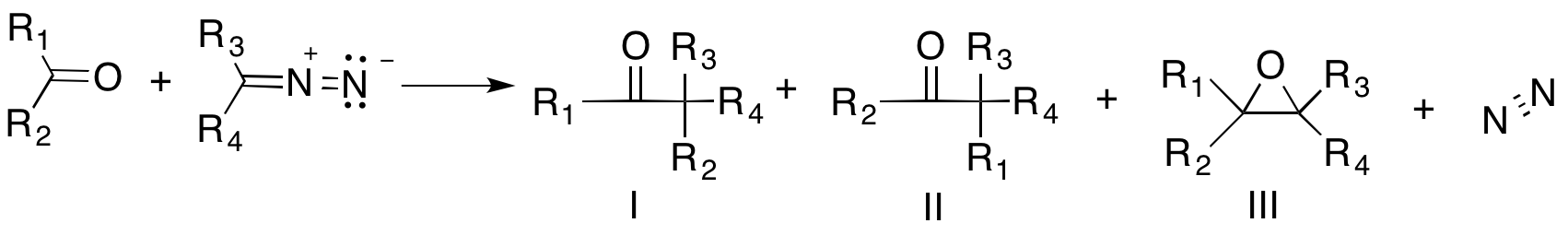
حالت کلی واکنش بوخنر